# Acacia revoluta
Acacia revoluta é uma espécie de leguminosa do gênero Acacia, pertencente à família Fabaceae.